# Tetraphalerus bruchi
Tetraphalerus bruchi är en skalbaggsart som beskrevs av Heller 1913. Tetraphalerus bruchi ingår i släktet Tetraphalerus och familjen Ommatidae. Inga underarter finns listade i Catalogue of Life.